# Jaroměř

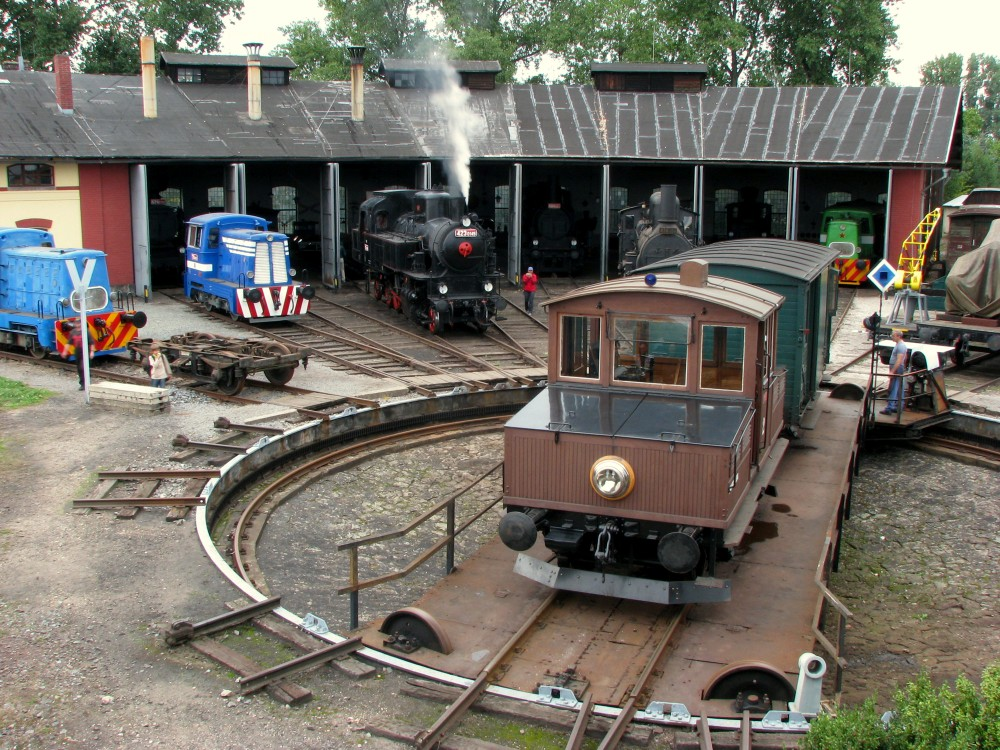
Skansen „Parowozownia Jaroměř”

Jaroměř (niem. Jermer) – miasto w Czechach, w kraju hradeckim. Według danych z 31 grudnia 2003 powierzchnia miasta wynosiła 2395 ha, a liczba jego mieszkańców 12 831 osób.

## Demografia
| Rok             | 1970   | 1980   | 1991   | 2001   | 2003   | 2012   |
| --------------- | ------ | ------ | ------ | ------ | ------ | ------ |
| Liczba ludności | 11 974 | 12 046 | 12 557 | 12 921 | 12 831 | 12 618 |

Źródło: Czeski Urząd Statystyczny

## Nazwa
Nazwa Jaroměř jest w języku czeskim rzeczownikiem rodzaju żeńskiego, a nie męskiego. Odmienia się według wzoru miękkiego: Jaroměři w celowniku, bierniku, narzędniku i miejscowniku, stąd w języku czeskim o Jaroměři, nie o Jaroměřu, w dopełniaczu Jaroměře.

## Gospodarka
W mieście rozwinął się przemysł jutowy, maszynowy, elektrotechniczny, odzieżowy oraz spożywczy.

## Historia

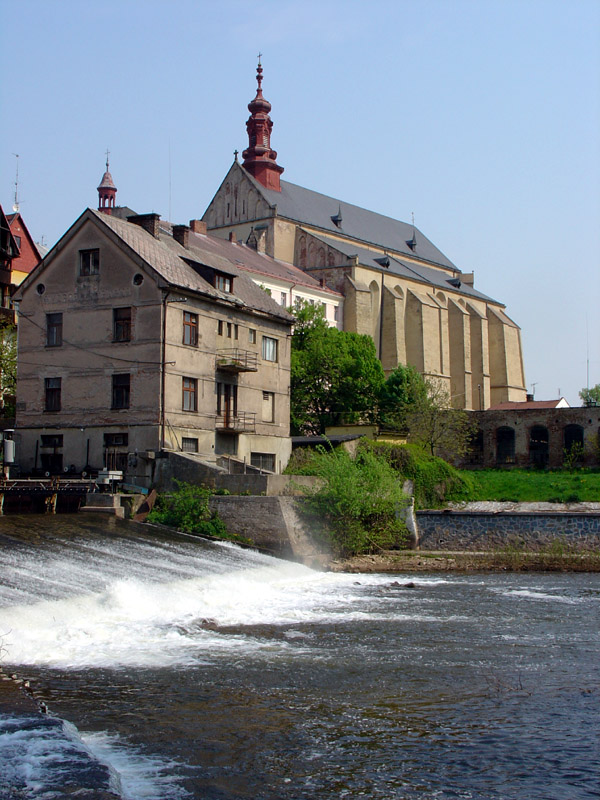
Kościół pw. św. Mikołaja – widok znad rzeki Łaby

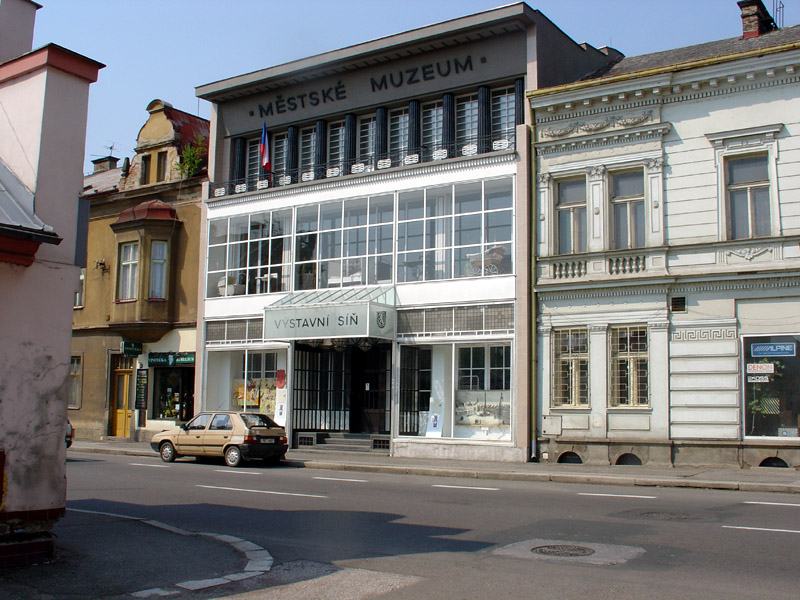
Kubistyczny Dom Wenkego

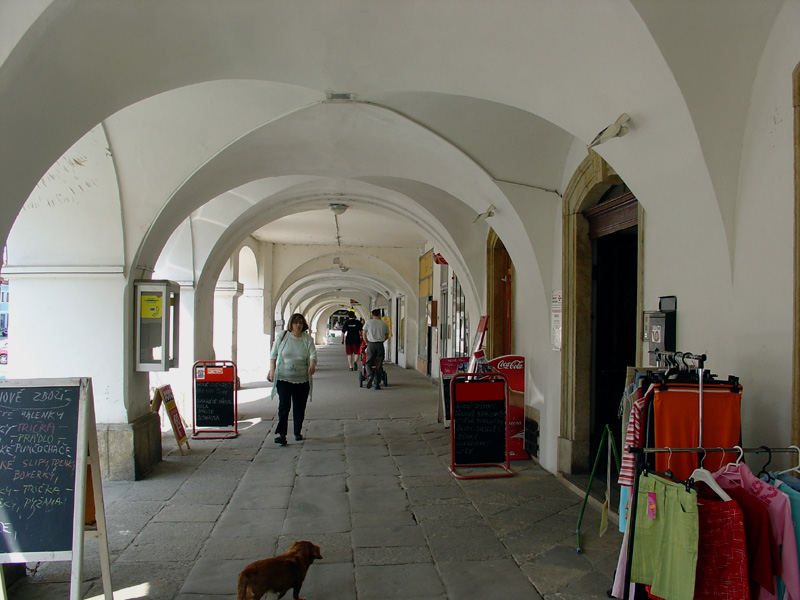
Podcienie na rynku

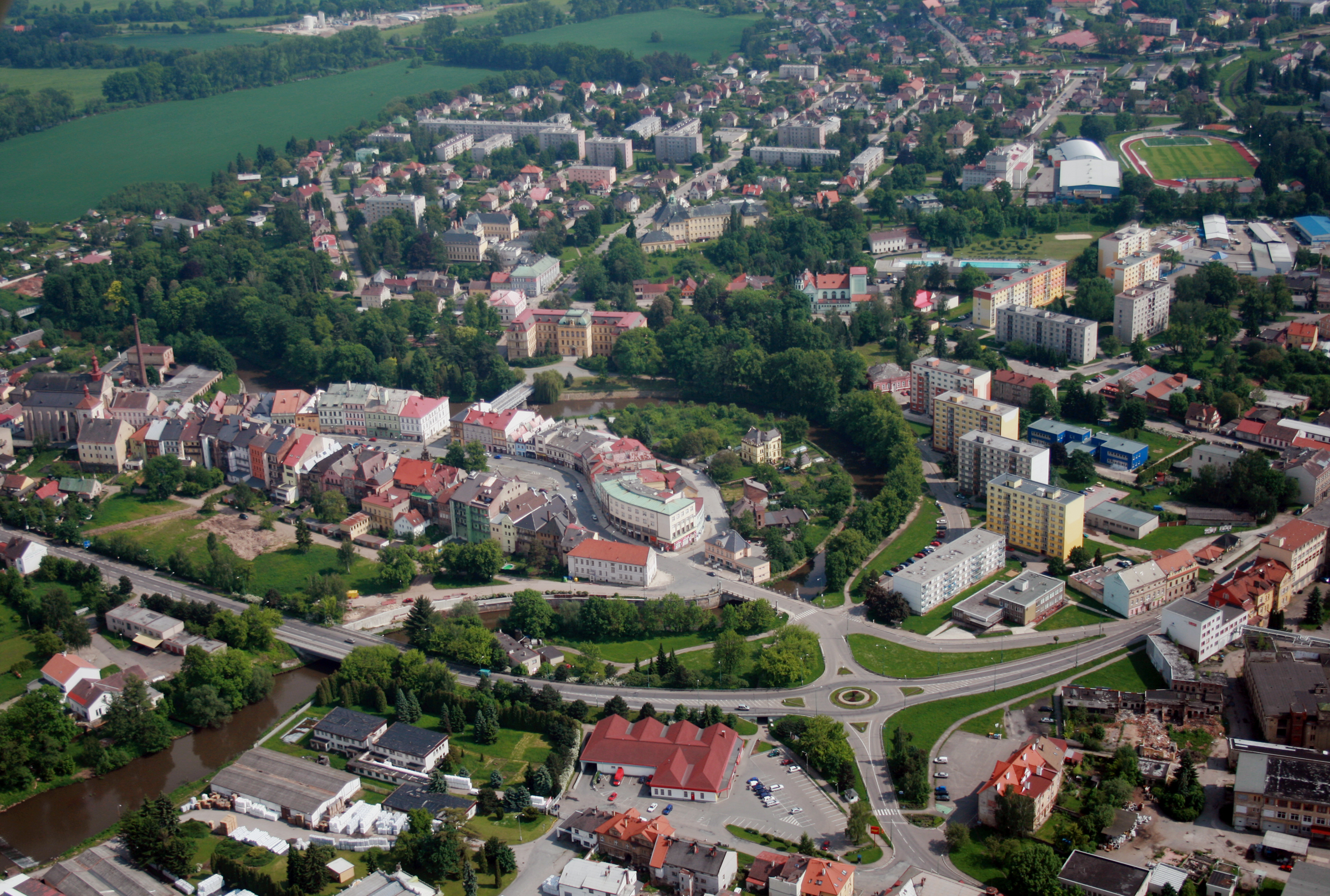
Zdjęcie lotnicze centrum

- 1126 – pierwsza wzmianka o grodzie w miejscu obecnego kościoła pw. św. Mikołaja, założonym przez z czeskiego księcia Jaromira z rodu Przemyślidów
- 1298 – wzmianka o królewskim mieście Jaroměř, które status ten otrzymało zapewne od Przemysła Ottokara II
- 1307 – prawa miejskie i własność żony Wacława II Elżbiety Ryksy, jako wiano czeskich królowych
- 6–9 maja 1421 oblężenie i zajęcie miasta przez husytów pod wodzą Jana Žižki z Trocnova
- 1421–1436 – miasto husyckie, rozbudowa miejskich umocnień, poddane w 1436 cesarzowi Zygmuntowi Luksemburskiemu, w wyniku bitwy pod Lipanami
- 1437 – miasto własnością żony cesarza Zygmunta Luksemburskiego, Barbary, jednak na skutek oporu mieszkańców przekazane w 1445 roku Jerzemu z Poděbradów, a herb miejski zmieniono z dwóch skał na obecnie obowiązujący
- 1554 – Marcin Zborowski zabił tu banitę Dymitra Sanguszkę, który został pochowany w kościele pw. św. Mikołaja.
- XV- pocz. XVII w. – liczne pożary, epidemia dżumy, ograniczenie praw miasta za poparcie powstania czeskich stanów przeciw królowi Ferdynandowi I (1547) i wojna trzydziestoletnia (1618–1648) niszczą miasto
- XVII-XVIII – w rozwój miasta, powstanie wielu renesansowych i barokowych budowli oraz rzeźb
- 1780 – 3 października położenie kamienia węgielnego w obecności cesarza Józefa II pod budowę twierdzy w miejscowości Ples, ukończona w 1787; w 1791 miasto forteczne stało się wolnym miastem królewskim, a w 1793 za panowania cesarza Franciszka II forteca Ples zostaje przemianowana na Josefov; 3 marca 1836 uzyskało herb miejski od cesarza austriackiego Ferdynanda I
- 1857 – 27 października otwarcie linii kolejowej do Pardubic
- 1866 – wojna prusko-austriacka, po wojnie likwidacja twierdzy Josefov zakończona wyburzeniem 4 bram (1888)
- XIX w. – rozwój przemysłu tekstylnego i skórzanego, po Wiośnie Ludów 1848 w twierdzy znajduje się ciężkie więzienie
- 1918 – 28 października powstaje Okręgowy Komitet Narodowy przejmujący władzę w mieście na rzecz państwa czechosłowackiego, w grudniu Jaroměř zostaje administracyjnie podporządkowany pod Dvůr Králové nad Labem
- 1939 – 15 marca wkroczenie niemieckich wojsk okupacyjnych do miasta
- 1945 – 10 maja pojawienie się w mieście oddziałów Armii Czerwonej
- 1945–1960 – miasto powiatowe Jaroměř, w 1948 do Jaroměřa przyłączono Josefov
- 1968–1991 – w mieście (w dzielnicy Josefov) stacjonowali żołnierze radzieccy

## Ważniejsze zabytki

### Jaroměř
- gotycki kościół pw. św. Mikołaja(inne języki) z XIV/XV w. z barokowym ołtarzem, z tablicą nagrobną księcia Dymitra Sanguszki, z dzwonnicą bramną nad „polską drogą”, przebudowany na pocz. XX w., w stylu gotyku jagiellońskiego
- kościół pw. św. Jakuba(inne języki) z XIV w., przebudowany w XVI w.
- barokowa rzeźba Kobieta płacząca z 1730, nagrobek Anny Miselius autorstwa Matthiasa Bernarda Brauna na jaroměrskim cmentarzu
- barokowy Słup Mariański z lat 1723–1727 z warsztatu M. B. Brauna, usytuowany na rynku
- Dom Wenkego(inne języki) z lat 1910–1911 projektu Josefa Gočára, pierwotnie dom towarowy w stylu wczesnego kubizmu, obecnie muzeum miejskie
- Teatr Miejski z lat 1901–1903 projektu J. Podhajskiego
- Teatr kukiełkowy z 1928 założony przez R. Boučka
- Skansen kolejowy „Parowozownia Jaroměř” przy stacji kolejowej w parowozowni z końca XIX w.[3]

### Jaroměř-Josefov
- kościół pw. Wniebowstąpienia Pańskiego z lat 1805–1811
- zespół budynków i umocnień Twierdza Josefov z końca XVIII w.
- bastion nr 1 twierdzy – lapidarium rzeźb M. B. Brauna z kolumny mariańskiej w rynku
- neorenesansowy Ratusz w Josefovie z lat 1883–1884 projektu A. Jenšovského

## Związani z Jaroměřem
- Daniel Treschnack - prawdopodobnie czeski malarz czynny na Śląsku w latach 1718–1740
- Franciszek Czapek (1811–1895) – powstaniec listopadowy, zegarmistrz, wspólnik Antoniego Patka
- Josef Gočár (1880–1945) – czeski architekt
- Tomáš Holub (ur. 1967) – biskup pilzeński
- Ivo Pešák (1944–2011) – czeski pieśniarz i klarnecista, w Polsce znany z tańca w piosence Jožin z bažin[4].
- Josef Šíma(inne języki) (1891–1971) – czeski malarz
- Otakar Španiel(inne języki) (1881–1955) – twórca wzorów pierwszych monet czechosłowackich, rektor ASP w Pradze

## Miasta partnerskie
- Ziębice
- Warrington
- Toul